# Derolus paradilatatus
Derolus paradilatatus är en skalbaggsart som beskrevs av Stefan von Breuning 1972. Derolus paradilatatus ingår i släktet Derolus och familjen långhorningar.
Artens utbredningsområde är Ghana. Inga underarter finns listade i Catalogue of Life.